# Norberta
Norberta – żeński odpowiednik starogermańskiego imienia Norbert.
Imię to w Polsce nadawane jest rzadko. W styczniu 2024 w rejestrze PESEL, wśród publicznie dostępnych danych, wykazano 25 kobiet o imieniu Norberta nadanym jako imię pierwsze oraz 30 kobiet noszących imię Norberta jako imię drugie. Dla porównania, najczęściej nadane jako żeńskie imię pierwsze – Anna, nosi 1072616 osób.
Norberta imieniny obchodzi: 6 czerwca.

## Imię Norberta w innych językach[5][2]
- łacina – Norberta
- angielski – Norberta
- czeski – Norberta
- słowacki – Norberta.

## Kobiety o imieniu Norberta
- Hrabina Georgine „Gina” Norberta Johanna Ferdinandine Aloisia Antonia Maria Raphaela von Wilczek (Georgina von Wilczek) – księżna Liechtensteinu.